# کارتاژ در شعله‌های آتش
کارتاژ در شعله‌های آتش (به انگلیسی: Carthage in Flames) فیلمی محصول سال ۱۹۶۰ و به کارگردانی کارمینه گالونه است. در این فیلم بازیگرانی همچون پیر براسور، دنیل ژلین، آن هیوود، خوزه سوآرز، ترنس هیل، ایلاریا اوکینی، پائولو استوپا، جانریکو تدسکی، ادیت پیترس، سزار فانتونی، ارنو کریسا و فوریو منیکونی ایفای نقش کرده‌اند.